# Талалай, Денис Максимович
Дени́с Макси́мович Талала́й (род. 10 февраля 1992, Москва) — российский футболист, полузащитник клуба «Тюмень».

## Карьера
Начинал карьеру в клубах любительского первенства России «Москва» (2010) и «Столица» (2011—2013), за «Столицу» провёл одну игру в 1/256 финала Кубка России 2011/12 против смоленского «Днепра» (0:2). Летом 2013 года перешёл в клуб первенства ПФЛ МИТОС из Новочеркасска — за два года сыграл 51 игру, забил шесть мячей. Вторую половину 2015 года провёл в армянской «Мике», сыграл в чемпионате Армении 12 игр, забил один гол. Перед сезоном 2015/16 перешёл в клуб ПФЛ «Зенит-Ижевск». С 2017 по 2018 год выступал за «Химки».